# Вилбранд III фон Халермунд
Вилбранд III фон Халермунд (на немски: Wilbrand III von Hallermund; * ок. 1251; † 13 декември 1280) от фамилията Кефернбург, е граф на Халермунд.

## Произход
Той е син на граф Лудолф III фон Халермунд († сл. 1264/1266) и съпругата му графиня Юта фон Хоя († сл. 1264), дъщеря на граф Хайнрих I фон Хоя († 1235/1236) и Рихца фон Вьолпе († 1227).

## Фамилия
Вилбранд III фон Халермунд се жени за Аделхайд фон Аденойс († сл. 1324), дъщеря на Йохан II 'Млади', господар на Аденойс († сл. 1304) и Гертруд фон Грименберг († сл. 1264). Те имат децата:
- Герхард II фон Халермунд 'Млади' († между 25 юли 1345 – 16 юли 1346), граф на Халермунд, женен пр. 25 май 1303 г. за графиня Елизабет фон Еверщайн († сл. 1320), дъщеря на граф Ото III фон Еверщайн († 1312/1314) и Луитгард фон Шладен († сл. 1331)
- Юта († между 5 май 1327 – 15 юни 1333), омъжена пр. 30 април 1302 г. за граф Йохан II фон Волденберг († сл. 1331), внук на граф Хайнрих I фон Волденберг и син на граф Херман II фон Волденберг († 1271/1272) и Хедвиг фон Вернигероде († сл. 1264)
- Гертруд († сл. 1282)

От друга връзка той има незаконните деца:
- Вилбранд IV фон Халермунд († сл. 1301), граф на Халермунд
- Маргарета († сл. 1285), омъжена за граф Мориц II фон Шпигелберг († 1316)